# SV 08 Baalberge
Der SV 08 Baalberge ist ein deutscher Sportverein, ansässig in Baalberge, einem Ortsteil der Stadt Bernburg in Sachsen-Anhalt. Der SV 08 betreibt nur die Abteilung Fußball (Stand 2015). 

## Porträt

### Entwicklung bis 1945
Der Sportverein 08 Baalberge beruft sich in seiner Geschichte auf den 1908 im 1500 Einwohner zählenden Dorf gegründeten Fußballclub 1908. Dieser wurde 1910 vom Turnverein „Frisch auf“ abgelöst, aus dem sich 1915 der Fußballclub Wacker 1915 entwickelte. Der FC Wacker bestand bis 1945, danach wurde er 1945 nach Ende des Zweiten Weltkriegs aufgrund des allgemeinen Vereinsverbots in Deutschland aufgelöst. Als Ersatz konnten sich zunächst lose organisierten Sportgemeinschaften (SG) bilden, die auf Kreisebene Sportwettkämpfe durchführen durften. Eine solche Sportgemeinschaft bildete sich 1946 auch in Baalberge, in der im Laufe der Jahre die Sportarten Fußball neben Handball, Volleyball, Tischtennis, Kegeln und Schach entwickelten. Als 1948 in Sachsen-Anhalt zur Ermittlung eines Fußball-Landesmeisters die Landesklasse gegründet wurde beteiligte sich auch die SG Baalberge an der Fußballmeisterschaft. Am Saisonende erreichte Baalberge in der Südstaffel unter zehn Mannschaften Platz acht.

### Betriebssportgemeinschaft
Im Laufe des Jahres 1950 bildete sich die Sportgemeinschaft in die Betriebssportgemeinschaft (BSG) Kaligrube Solveyhall um, deren Trägerbetrieb das Kaliwerk Solvayhall wurde. In der Saison 1949/50, in der die Landesklasse nach Gründung der Fußball-Ostzonenliga nur noch zweitklassig war, kam die BSG erneut auf den neunten Platz, der diesmal wegen der Reduzierung der Landesklasse auf eine Staffel nicht mehr zum Klassenerhalt reichte. 1951/52 spielten die Baalberger in der Bezirksklasse Sachsen-Anhalt, nach Einführung der zweitklassigen DDR-Liga nur noch viertklassig. Gleichzeitig erfolgte die Umbenennung in BSG Aktivist Friedenshall wegen der Umbenennung des Trägerbetriebs in VEB Kaliwerke Friedenshall. Da 1952 in der DDR die Länder zugunsten von 14 Bezirken abgeschaffte wurden, stellte auch der DDR-Fußball sein Ligensystem auf Bezirksebene um. Demzufolge spielte die BSG Aktivist ab 1952/53 in der viertklassigen Bezirksklasse Halle. In dieser Liga, die wegen der Schaffung der neuen drittklassigen II. DDR-Liga zwischen 1956 und 1963 nur fünftklassig war, spielte Baalberge bis 1964. Dachnach stieg die Mannschaft für mehrere Jahre in den Kreisbereich ab. 1967/68, 1972/73, 1975/76–1976/77 gab es jeweils kurze Zwischenspiele in der Bezirksklasse, erst ab 1979 konnte sich die BSG, die seit 1974 als Stahl Bernburg Süd-Ost antrat (Trägerbetrieb VEB Drahtzieherei Bernburg), bis zum Ende des DDR-Ligensystems in der Bezirksklasse halten. In der letzten DDR-Spielzeit 1989/90 belegten die Baalberger in ihrer Staffel unter dreizehn Teams Platz vier.

### Neugründung des Sportvereins 08
1990 brach durch die veränderten wirtschaftlichen Verhältnisse infolge der politischen Wende von 1989/90 das System der Betriebssportgemeinschaften zusammen. Nachdem die Drahtzieherei die BSG nicht mehr unterstützen konnte, gründeten BSG-Mitglieder 1990 als  eingetragenen Verein den Sportverein 08 Baalberge, in dem hauptsächlich Fußball gespielt wurde. In der ersten Saison unter dem Dach des Nordostdeutschen Fußballverbandes spielte der SV 08 1990/91 in dessen vierter Liga und erreichte in der Bezirksklasse Halle unter 15 Mannschaften Platz zwei. Zwischen 1993 und 1997 spielte 08 in der fünft/sechstklassigen Landesliga Sachsen-Anhalts. 2005 erfolgte der Abstieg in die Kreisliga, zwischen 2007 und 2012 spielten die Männer in der Landesklasse, bis der Abstieg in die neuntklassige Kreisoberliga Salzlandkreis erfolgte. 
2002 wurde beim SV 08 eine Abteilung Frauenfußball gegründet. Nachdem zunächst nur Mädchenmannschaften am Spielbetrieb teilnahmen, die mit der Landesliga ihre höchste Spielklasse erreichten, spielten die Frauen von 2008 bis 2010 innerhalb der Spielgemeinschaft Trinum/Baalberge in der Frauen-Landesliga. 2010 wurde die Frauenabteilung wieder eingestellt.  